# ظاهرتبعیضی
ظاهرتبعیضی یا هویداتبعیضی یا ظاهرگرایی (به انگلیسی: lookism) اصطلاحی است که به رفتار متفاوت و تبعیض آمیزی که با افرادی دارای ظاهر جسمی «غیرجذاب‌تر یا غیر زیباتر» می‌شود، اشاره دارد. در محیط‌های مختلفی از جمله قرار ملاقات، محیط‌های اجتماعی و محل کار رخ می‌دهد. نگاه به این پدیده کمتر از سایر اشکال تبعیض (مانند نژادپرستی و تبعیض جنسی) مورد توجه قرار گرفته‌است و معمولاً از حمایت‌های قانونی که اغلب اشکال دیگر دارند برخوردار نیست، اما همچنان گسترده‌است و به‌طور قابل توجهی بر فرصت‌های افراد از نظر روابط عاشقانه، فرصت‌های شغلی و دیگر عرصه‌های زندگی تأثیر می‌گذارد.
جذابیت جسمانی با ویژگی‌های مثبت همراه است. در مقابل، عدم جذابیت فیزیکی با ویژگی‌های منفی همراه است. بسیاری از مردم بر اساس ظاهر دیگران در مورد آنها قضاوت می‌کنند که بر نحوه واکنش آنها به این افراد تأثیر می‌گذارد. تحقیقات (در ایالات متحده) در مورد کلیشه «آنچه زیباست خوب است» نشان می‌دهد که در مجموع، کسانی که از نظر جسمی جذاب هستند از ظاهر زیبای خود سود می‌برند: افراد جذاب از نظر جسمی به صورت مثبت‌تری درک می‌شوند و جذابیت فیزیکی تأثیر زیادی بر قضاوت در مورد شایستگی افراد دارد. علاوه بر این، تحقیقات (ایالات متحده) نشان می‌دهد که به‌طور میانگین، افراد جذاب دوستان بیشتری دارند، مهارت‌های اجتماعی بهتری دارند و زندگی جنسی فعال‌تری نیز دارند.

## واژه‌شناسی
گرچه اصطلاح «lookism» در غرب اخیراً ساخته شده، فرهنگ‌ها و سنت‌ها در سراسر جهان اغلب نسبت به ارزش‌گذاری ناروا برای ظاهر فیزیکی هشدار داده‌اند:
قضاوت بر اساس ظواهر، گرفتار شدن در حجاب مایا [در اندیشه بودایی] است. . . از زمان‌های قدیم تا همین اواخر، نگرانی‌های گسترده‌ای در مورد ظاهرتبعیضی وجود داشته، زیرا ظاهر دیگران ممکن است فریبنده باشد، به‌ویژه در روابط عاشقانه، یا ممکن است قضاوت یا عمل به ظاهر از نظر شخصی یا سیاسی بی‌احتیاطی باشد. قضاوت بر اساس ظواهر توسط ادیان یکتاپرست منع شده بود ("منظور کتاب‌های مقدس آنها بدون تصاویر نوشته شده") و در فلسفه‌های باستان و قرون وسطی نیز، ظاهرتبعیضی مورد انتقاد قرار گرفت. شکاکان، رواقیون، کلبیون، اپیکوریان و اسکولاستیک‌ها دلایل مختلفی را برای اجتناب از نقش ظواهر یا تبعیت از آن بیان کرده‌اند.
اصطلاح «lookism» در دهه ۱۹۷۰ میلادی و در جنبش پذیرش چاقی محبوبیت پیدا کرد. این واژه در مجله واشینگتن پست در سال ۱۹۷۸ میلادی مورد استفاده قرار گرفت و این مجله بیان‌کرد که این اصطلاح توسط افراد چاقی ابداع شد که این کلمه را برای اشاره به «تبعیض بر اساس ظاهر» ایجاد کردند. این کلمه در چندین فرهنگ لغت اصلی زبان انگلیسی آمده‌است. بین اصطلاحات چاقی‌حراسی (fatphobia), تراتوفوبیا، کاکوفوبیا و ظاهرتبعیضی همپوشانی وجود دارد.
در سال ۱۹۹۰ میلادی، اصطلاح «lookism» توسط کالج اسمیت برای هشدار دادن به دانشجویان ورودی در مورد «ظاهر گرایی، نوعی ظلم، که شامل گذاشتن سهام بیش از حد در ظاهر شخصی است» استفاده شد.

## مطالعات در ایالات متحده
«Lookism» هم از منظر مطالعات فرهنگی و هم از منظر اقتصادی مورد توجه محققان قرار گرفته‌است. در زمینه فرهنگی، ظاهرتبعیضی به مفاهیم از پیش تعیین شده زیبایی و کلیشه‌های فرهنگی بر اساس ظاهر و همچنین نقش‌ها و انتظارات جنسیتی مربوط می‌شود. ملاحظات اقتصادی مهم عبارتند از: شکاف درآمدی بر اساس ظاهر، و همچنین افزایش یا کاهش بهره‌وری از کارگرانی که توسط همکارانشان زیبا یا زشت تلقی می‌شوند است. به همین دلیل، مشکلات جدیدی به وجود می‌آید که با سایر مسائل اجتماعی مانند نژادپرستی و سن گرایی (جوان نسبت به پیر) گره خورده‌است. ایده زیبایی نیز مستقیماً با طبقه اجتماعی مرتبط است زیرا افرادی که زمان و سرمایه اقتصادی بیشتری دارند، می‌توانند روی ظاهر خود بیشتر کار کنند. وزن همچنین با طبقه اجتماعی مرتبط است زیرا افرادی که اضافه وزن دارند تجهیزات ورزشی یا انتخاب‌های غذایی سالمی که افراد ثروتمند دارند را ندارند. قضاوت افراد بر اساس جذابیت، عزت نفس فرد را کاهش می‌دهد و منجر به تصور منفی از خود می‌شود.
در اکتبر ۲۰۲۰ میلادی مقاله ای از دانشگاه ممفیس تأثیر جذابیت مربیان را بر ارزیابی دانشجویان از تدریس آنها را بررسی کرد.
یک مطالعه در سال ۲۰۲۱ میلادی در مورد اثرات استفاده از ماسک تفسی (ماسک جراحی) در صنعت مهمان‌نوازی، یافته‌های موجود در مورد همبستگی بین جذابیت فیزیکی درک شده کارگران خط مقدم و رضایت مشتری را تأیید کرد. این مطالعه نشان داد که استفاده از ماسک توسط کارمندان مهمان‌نوازی، تأثیر جذابیت واقعی آن‌ها را بر رضایت مشتری گزارش‌شده به حداقل می‌رساند، و زمین بازی را برای کارمندان با ظاهری متوسط و کارمندانی با ظاهر جذاب برابرتر می‌کند.

## مدارک تجربی
به گفته «Nancy Etcoff»، روان‌شناسی در بیمارستان عمومی ماساچوست، «ما با دنیایی روبرو هستیم که ظاهرتبعیضی یکی از فراگیرترین اما انکار شده‌ترین تبعیضات است». «Angela Stalcup» با اشاره به چندین مطالعه می‌نویسد که «شواهد به وضوح نشان می‌دهد که نه تنها زیبایی در فرهنگ غربی دارای امتیاز است، بلکه برای سادگی نیز جریمه ای وجود دارد.» هنگامی که تبعیض بر اساس ظاهر یک فرد به ترس یا بیزاری منتقل می‌شود، به آن کاکوفوبیا «cacophobia» می‌گویند. گاهی، کاکوفوبیا ممکن است درونی و ناخودآگاه شود و بنابراین به جای دیگران به سمت درون هدایت شود.
مطالعات روی نوزادان تازه متولد شده نشان داده‌است که نوزادان انسان از سن ۱۴ ساعتی پس از تولد ترجیح می‌دهند به چهره‌های جذاب و زیبا نگاه کنند تا چهره‌های غیرجذاب. این ترجیح به حیوانات غیرانسانی مانند گربه نیز تعمیم می‌یابد. این یافته‌ها نشان می‌دهد که ظاهرتبعیضی محصول ذاتی نحوه عملکرد دستگاه بینایی انسان است.
برخی از تحقیقات نشان داده‌اند که «مزیت زیبایی» برای یک شغل تا حد زیادی به این بستگی دارد که آیا جذابیت می‌تواند به‌طور بالقوه بهره‌وری اقتصادی را افزایش دهد یا خیر. مانند مشاغلی که نیاز به تعامل بین فردی قابل توجهی دارند، در حالی که مشاغلی که این نیاز را ندارند حداقل مزیت زیبایی را مشاهده می‌کنند یا خیر؟
همان‌طور که در مطالعه ای که بر روی داده‌های یک آزمایش دوست‌یابی سریع انجام شد، مردان هنگام انتخاب همسر ترجیح زیادی به جذابیت فیزیکی نسبت به هوش نشان می‌دهند. در مطالعه‌ای با ۴۵۷۳ شرکت‌کننده بزرگسال نشان داده شد که جذابیت فیزیکی با ارزش‌ترین کیفیت در زنان است، حتی اگر خارج از زمینه انتخاب همسر در نظر گرفته شود.
تحقیقات نشان می‌دهد که افراد جذاب‌تر به دلیل درگیر شدن در تعاملات اجتماعی بیشتر، در معرض خطر بیشتری برای قربانی جرمی شدن را دارند. با این حال، جذابیت فیزیکی بیشتر می‌تواند افراد را بدون در نظر گرفتن جنسیت در معرض خطر بیشتری از سوء استفاده جنسی قرار دهد.

## ظاهرتبعیضی سیاسی
ظاهرتبعیضی قرن‌هاست که موضوعی در سیاست، با یک سنت طولانی در پادشاهی متحده بوده‌است: مانند بزرگنمایی نقص‌های فیزیکی سیاستمداران در کاریکاتورهای و روزنامه‌ها به‌نحوی «بی‌رحمانه اغراق‌آمیز». در رقابت‌های ریاست‌جمهوری ایالات متحده در سال ۱۹۶۰ میلادی بین جان اف کندی و ریچارد نیکسون، اغلب این باور وجود داشت که ظاهر زیباتر کندی به جلب رضایت بیشتر او در اولین مناظره تلویزیونی آنها کمک کرد، اما برخی از محققان این ایده گسترده را به چالش کشیدند و استدلال کردند. که ظاهر کندی تأثیر کمی داشت یا اصلاً تأثیری در پیروزی وی نداشت. به‌طور گسترده‌تر، تحقیقات در کشورهایی مانند آلمان، کانادا، ایالات متحده، و بریتانیا نشان داده‌است که نامزدهای جذاب‌تر، از ظاهر خود با کسب آرای بیشتر در انتخابات و همچنین از بخشش بیشتری برای رسوایی‌هایشان سود می‌برند. از نظر انتخاب رأی، حداقل، تأثیر ظاهرتبعیضی در همه زمینه‌ها برابر نیست. در عوض، به نظر می‌رسد که اساساً در مواردی مهم است که رای‌دهندگان انتخاباتی اطلاعات پایینی دارند که در آن، رأی‌دهندگان ممکن است چیز دیگری برای استناد به رأی خود نداشته باشند. (مانند انتخابات غیرحزبی با پوشش رسانه‌ای کم، رای‌گیری نخست گزینی انتخاباتی که در آن رای‌دهندگان یک کاندیدای واحد را انتخاب کردند، و در انتخاباتی که نامزد محوری با نظام حزبی ضعیف است.)
چندین متغیر وجود دارد که ممکن است به عینیت بخشیدن به مردانگی و زنانگی در سیاست کمک کند. «Charlotte Hooper» استدلال کرد که «جنسیت اجتماعی با سایر تقسیمات اجتماعی مانند طبقه، نژاد و جنسیت زیستی تلاقی می‌کند تا سلسله مراتب پیچیده‌ای از هویت‌ها (جنسیتی و اجتماعی) را ایجاد کند». هوپر استدلال می‌کند که اعمال‌های نهادی، مانند نبرد نظامی در جنگ، معنای مرد بودن را تا حد زیادی تعریف کرده‌اند. بعلاوه، بعد نمادین، که شامل ورزش، رسانه، امور جاری سیاسی و غیره است، «انبوهی از شمایل‌نگاری مردمی را منتشر کرده‌است که مردانگی غربی را به جهان گسترده‌تر و فراتر از مرزهای دولت پیوند می‌دهد». به گفته هوپر اینجاست که ایدئولوژی ظاهرتبعیضی به‌طور محکم ریشه دوانده‌است. به‌طور مشابه، Laura" Shepherd» پیشنهاد می‌کند که مردان باید با رفتار کردن، لباس پوشیدن به شیوه‌ای خاص، در «ماتریس فهم matrix of intelligibility" قرار بگیرند و ذهنیتی خالی از احساسات یا هر چیز زنانه داشته باشند. اگر آنها در تبدیل شدن به "مرد مرد یا man's man " نهایی موفق باشند، عملاً غیرقابل لمس هستند. با این حال، دیگران پیشنهاد کرده‌اند که تنها علاقه آشکاری به تحلیل مردانگی در این حوزه سیاسی وجود دارد، و توسعه یک تحلیل قابل اعتماد از زنانگی در همین حوزه غیرممکن خواهد بود.

## قانون

### ایالات متحده
تا دهه ۱۹۷۰ میلادی، ظاهرتبعیضی در ایالات متحده گاهی به قانون تبدیل می‌شد. در بسیاری از حوزه‌های قضایی، به اصطلاح " قوانین زشت " افراد را از حضور در انظار عمومی در صورتی که دارای بیماری‌ها یا ناهنجاری‌هایی بودند که ناخوشایند تلقی می‌شد، منع می‌کرد، امروزه، کمیسیون فرصت‌های شغلی برابر، چاقی شدید را ناتوانی می‌داند و توسط قانون آمریکایی‌های دارای ناتوانی محافظت می‌شود و تعداد کمی از شهرها از تبعیض بر اساس ظاهر قانوناً محافظت می‌کنند. در غیر این صورت، هیچ قانون فدرالی وجود ندارد که از تبعیض بر اساس ظاهر فیزیکی محافظت کند.

### بلژیک
در قانون «Antidiscriminatiewet/Loi antidiscrimination» (قانون ضد تبعیض) تصویب شده در ۱۰ مه ۲۰۰۷ میلادی، ماده ای وجود دارد که می‌گوید افراد مجاز به تبعیض بر اساس ویژگی‌های فیزیکی یا ژنتیکی نیستند.